# Anglikanische Diözese Southwark

Wappen

Die Diözese Southwark ist eine Diözese der Church of England in der Province of Canterbury. Ihr Sitz ist Southwark Cathedral in London. Diözesanbischof  ist Christopher Chessun (Stand 6/2023).

## Gebiet
Das Gebiet der Diözese umfasst Greater London südlich der Themse (ohne die Londoner Boroughs Bexley und Bromley) sowie Tundridge.
Es gibt Suffraganbischöfe in Woolwich, Croydon und Kingston upon Thames, die als Regionalbischöfe amtieren.
Archidiakonate gibt es für Croydon (Greg Prior), Lambeth (Simon Gates), Lewisham & Greenwich (Alastair Cutting), Reigate (Moira Astin), Southwark (Jonathan Sedgwick) und Wandsworth (John Kiddle).

## Geschichte
Ab 1877 gehörte das Gebiet der späteren Diözese Southwark zur Diözese Rochester. 1891 wurde ein Suffraganbistum geschaffen. Der einzige Suffraganbischof war von 1891 bis 1905 Huyshe Yeatman-Biggs. Das Bistum Southwark wurde am 1. Mai 1905 aus Teilen von Rochester errichtet. Erster Bischof der Diözese war Edward Sturat Talbot.